# Copa do Mundo FIFA de 2010 – Fase final
Estas foram as partidas das fase final da Copa do Mundo FIFA de 2010.

## Tabela
As partidas estão no fuso horário da África do Sul (UTC+2).
|  | Oitavas de final              | Oitavas de final             |                             |       | Quartas de final | Quartas de final |                               |                               | Semifinais | Semifinais |  |  | Final | Final |
|  |                               |                              |                             |       |                  |                  |                               |                               |            |            |  |  |       |       |
|  | 26 de junho – Porto Elizabeth |                              |                             |       |                  |                  |                               |                               |            |            |  |  |       |       |
|  |                               |                              |                             |       |                  |                  |                               |                               |            |            |  |  |       |       |
|  | Uruguai                       | 2                            |                             |       |                  |                  |                               |                               |            |            |  |  |       |       |
|  | Uruguai                       | 2                            | 2 de julho – Johanesburgo   |       |                  |                  |                               |                               |            |            |  |  |       |       |
|  | Coreia do Sul                 | 1                            |                             |       |                  |                  |                               |                               |            |            |  |  |       |       |
|  | Coreia do Sul                 | 1                            | Uruguai (pen)               | 1 (4) |                  |                  |                               |                               |            |            |  |  |       |       |
|  | 26 de junho – Rustemburgo     |                              | Uruguai (pen)               | 1 (4) |                  |                  |                               |                               |            |            |  |  |       |       |
|  |                               | Gana                         | 1 (2)                       |       |                  |                  |                               |                               |            |            |  |  |       |       |
|  | Estados Unidos                | Gana                         | 1 (2)                       | 1     |                  |                  |                               |                               |            |            |  |  |       |       |
|  | Estados Unidos                |                              | 6 de julho – Cidade do Cabo | 1     |                  |                  |                               |                               |            |            |  |  |       |       |
|  | Gana (pro)                    | 2                            |                             |       |                  |                  |                               |                               |            |            |  |  |       |       |
|  | Gana (pro)                    | 2                            | Uruguai                     | 2     |                  |                  |                               |                               |            |            |  |  |       |       |
|  | 28 de junho – Durban          |                              | Uruguai                     | 2     |                  |                  |                               |                               |            |            |  |  |       |       |
|  |                               | Países Baixos                | 3                           |       |                  |                  |                               |                               |            |            |  |  |       |       |
|  | Países Baixos                 | Países Baixos                | 3                           | 2     |                  |                  |                               |                               |            |            |  |  |       |       |
|  | Países Baixos                 | 2 de julho – Porto Elizabeth |                             | 2     |                  |                  |                               |                               |            |            |  |  |       |       |
|  | Eslováquia                    | 1                            |                             |       |                  |                  |                               |                               |            |            |  |  |       |       |
|  | Eslováquia                    | 1                            | Países Baixos               | 2     |                  |                  |                               |                               |            |            |  |  |       |       |
|  | 28 de junho – Johanesburgo    |                              | Países Baixos               | 2     |                  |                  |                               |                               |            |            |  |  |       |       |
|  |                               | Brasil                       | 1                           |       |                  |                  |                               |                               |            |            |  |  |       |       |
|  | Brasil                        | Brasil                       | 1                           | 3     |                  |                  |                               |                               |            |            |  |  |       |       |
|  | Brasil                        |                              | 11 de julho – Johanesburgo  | 3     |                  |                  |                               |                               |            |            |  |  |       |       |
|  | Chile                         | 0                            |                             |       |                  |                  |                               |                               |            |            |  |  |       |       |
|  | Chile                         | 0                            | Países Baixos               | 0     |                  |                  |                               |                               |            |            |  |  |       |       |
|  | 27 de junho – Johanesburgo    |                              | Países Baixos               | 0     |                  |                  |                               |                               |            |            |  |  |       |       |
|  |                               | Espanha (pro)                | 1                           |       |                  |                  |                               |                               |            |            |  |  |       |       |
|  | Argentina                     | Espanha (pro)                | 1                           | 3     |                  |                  |                               |                               |            |            |  |  |       |       |
|  | Argentina                     | 3 de julho – Cidade do Cabo  |                             | 3     |                  |                  |                               |                               |            |            |  |  |       |       |
|  | México                        | 1                            |                             |       |                  |                  |                               |                               |            |            |  |  |       |       |
|  | México                        | 1                            | Argentina                   | 0     |                  |                  |                               |                               |            |            |  |  |       |       |
|  | 27 de junho – Bloemfontein    |                              | Argentina                   | 0     |                  |                  |                               |                               |            |            |  |  |       |       |
|  |                               | Alemanha                     | 4                           |       |                  |                  |                               |                               |            |            |  |  |       |       |
|  | Alemanha                      | Alemanha                     | 4                           | 4     |                  |                  |                               |                               |            |            |  |  |       |       |
|  | Alemanha                      |                              | 7 de julho – Durban         | 4     |                  |                  |                               |                               |            |            |  |  |       |       |
|  | Inglaterra                    | 1                            |                             |       |                  |                  |                               |                               |            |            |  |  |       |       |
|  | Inglaterra                    | 1                            | Alemanha                    | 0     |                  |                  |                               |                               |            |            |  |  |       |       |
|  | 29 de junho – Pretória        |                              | Alemanha                    | 0     |                  |                  |                               |                               |            |            |  |  |       |       |
|  |                               | Espanha                      | 1                           |       | Terceiro lugar   | Terceiro lugar   |                               |                               |            |            |  |  |       |       |
|  | Paraguai (pen)                | Espanha                      | 1                           | 0 (5) | Terceiro lugar   | Terceiro lugar   |                               |                               |            |            |  |  |       |       |
|  | Paraguai (pen)                | 3 de julho – Johanesburgo    | 3 de julho – Johanesburgo   | 0 (5) |                  |                  | 10 de julho – Porto Elizabeth | 10 de julho – Porto Elizabeth |            |            |  |  |       |       |
|  | Japão                         | 3 de julho – Johanesburgo    | 3 de julho – Johanesburgo   | 0 (3) |                  |                  | 10 de julho – Porto Elizabeth | 10 de julho – Porto Elizabeth |            |            |  |  |       |       |
|  | Japão                         | Paraguai                     | 0                           | 0 (3) | Uruguai          | 2                |                               |                               |            |            |  |  |       |       |
|  | 29 de junho – Cidade do Cabo  | Paraguai                     | 0                           |       | Uruguai          | 2                |                               |                               |            |            |  |  |       |       |
|  |                               | Espanha                      | 1                           |       | Alemanha         | 3                |                               |                               |            |            |  |  |       |       |
|  | Espanha                       | Espanha                      | 1                           | 1     | Alemanha         | 3                |                               |                               |            |            |  |  |       |       |
|  | Espanha                       |                              |                             | 1     |                  |                  |                               |                               |            |            |  |  |       |       |
|  | Portugal                      | 0                            |                             |       |                  |                  |                               |                               |            |            |  |  |       |       |
|  | Portugal                      | 0                            |                             |       |                  |                  |                               |                               |            |            |  |  |       |       |

## Encontros anteriores em Copas do Mundo

### Oitavas de final
- Uruguai x Coreia do Sul:
  - 1990, fase de grupos: Coreia do Sul 0-1 Uruguai

- Estados Unidos x Gana:
  - 2006, fase de grupos: Gana 2-1 Estados Unidos

- Argentina x México:
  - 1930, fase de grupos: Argentina 6-3 México
  - 2006, oitavas de final: Argentina 2-1 México

- Alemanha x Inglaterra:
  - 1966, Final: Inglaterra 4-2 Alemanha Ocidental
  - 1970, quartas de final: Alemanha Ocidental 3-2 Inglaterra
  - 1982, segunda fase: Alemanha Ocidental 0-0 Inglaterra
  - 1990, semifinais: Alemanha Ocidental 1-1 (4-3 pen) Inglaterra

- Países Baixos x Eslováquia: nenhum encontro

- Brasil x Chile:
  - 1962, semifinais: Brasil 4-2 Chile
  - 1998, oitavas de final: Brasil 4-1 Chile

- Paraguai x Japão: nenhum encontro

- Espanha x Portugal: nenhum encontro

### Quartas de final
- Uruguai x Gana: nenhum encontro

- Países Baixos x Brasil:
  - 1974, segunda fase: Países Baixos 2-0 Brasil
  - 1994, quartas de final: Países Baixos 2-3 Brasil
  - 1998, semifinais: Brasil 1-1 (4-2 pen) Países Baixos

- Argentina x Alemanha:
  - 1958, fase de grupos: Argentina 1-3 Alemanha Ocidental
  - 1966, fase de grupos: Argentina 0-0 Alemanha Ocidental
  - 1974, segunda fase: Alemanha Oriental 1-1 Argentina
  - 1986, Final: Argentina 3-2 Alemanha Ocidental
  - 1990, Final: Argentina 0-1 Alemanha Ocidental
  - 2006, quartas de final: Alemanha 1-1 (4-2 pen) Argentina

- Paraguai x Espanha:
  - 1998, fase de grupos: Espanha 0-0 Paraguai
  - 2002, fase de grupos: Espanha 3-1 Paraguai

### Semifinais
- Uruguai x Países Baixos:
  - 1974, fase de grupos: Uruguai 0-2 Países Baixos

- Alemanha x Espanha:
  - 1966, fase de grupos: Alemanha Ocidental 2-1 Espanha
  - 1982, segunda fase: Alemanha Ocidental 2-1 Espanha
  - 1994, fase de grupos: Alemanha 1-1 Espanha

### Disputa do Terceiro lugar
- Uruguai x Alemanha:
  - 1966, quartas de final: Alemanha Ocidental 4-0 Uruguai
  - 1970, terceiro lugar: Uruguai 0-1 Alemanha Ocidental
  - 1986, fase de grupos: Alemanha Ocidental 1-1 Uruguai

### Final
- Países Baixos x Espanha: nenhum encontro

## Oitavas de final

### Uruguai – Coreia do Sul
| 26 de junho | Uruguai        | 2 – 1     | Coreia do Sul      | Nelson Mandela Bay Stadium, Porto Elizabeth |
| 16:00       | Suárez 8', 80' | Relatório | Lee Chung-Yong 68' | Público: 30 597 Árbitro: GER Wolfgang Stark |

| Uruguai | Coréia do Sul |

| G              | 1  | Fernando Muslera   |  |     |
| LD             | 16 | Maxi Pereira       |  |     |
| Z              | 2  | Diego Lugano       |  |     |
| Z              | 3  | Diego Godín        |  | 46' |
| LE             | 4  | Jorge Fucile       |  |     |
| V              | 15 | Diego Pérez        |  |     |
| V              | 17 | Egidio Arévalo     |  |     |
| M              | 10 | Diego Forlán       |  |     |
| M              | 11 | Álvaro Pereira     |  | 74' |
| A              | 7  | Edinson Cavani     |  |     |
| A              | 9  | Luis Suárez        |  | 84' |
| Substituições: |    |                    |  |     |
| Z              | 6  | Mauricio Victorino |  | 46' |
| M              | 14 | Nicolás Lodeiro    |  | 74' |
| M              | 20 | Álvaro Fernández   |  | 84' |
| Treinador:     |    |                    |  |     |
| Óscar Tabárez  |    |                    |  |     |

| G              | 18 | Jung Sung-Ryong |     |     |
| LD             | 22 | Cha Du-Ri       | 69' |     |
| Z              | 4  | Cho Yong-Hyung  | 83' |     |
| Z              | 14 | Lee Jung-Soo    |     |     |
| LE             | 12 | Lee Young-Pyo   |     |     |
| V              | 8  | Kim Jung-Woo    | 38' |     |
| V              | 16 | Ki Sung-Yong    |     | 85' |
| M              | 7  | Park Ji-Sung    |     |     |
| M              | 13 | Kim Jae-Sung    |     | 61' |
| M              | 17 | Lee Chung-Yong  |     |     |
| A              | 10 | Park Chu-Young  |     |     |
| Substituições: |    |                 |     |     |
| A              | 19 | Yeom Ki-Hun     |     | 85' |
| A              | 20 | Lee Dong-Gook   |     | 61' |
| Treinador:     |    |                 |     |     |
| Huh Jung-Moo   |    |                 |     |     |

Homem da partida
- Luis Suárez

### Estados Unidos – Gana
| 26 de junho | Estados Unidos    | 1 – 2 (pro) | Gana                  | Royal Bafokeng Stadium, Rustenburgo        |
| 20:30       | Donovan 62' (pen) | Relatório   | Boateng 5' · Gyan 93' | Público: 34 976 Árbitro: HUN Viktor Kassai |

| Estados Unidos | Gana |

| G              | 1  | Tim Howard         |     |     |
| LD             | 6  | Steve Cherundolo   | 18' |     |
| Z              | 3  | Carlos Bocanegra   | 68' |     |
| Z              | 15 | Jay DeMerit        |     |     |
| LE             | 12 | Jonathan Bornstein |     |     |
| V              | 4  | Michael Bradley    |     |     |
| V              | 13 | Ricardo Clark      | 7'  | 31' |
| M              | 8  | Clint Dempsey      |     |     |
| M              | 10 | Landon Donovan     |     |     |
| A              | 17 | Jozy Altidore      |     | 91' |
| A              | 20 | Robbie Findley     |     | 46' |
| Substituições: |    |                    |     |     |
| V              | 19 | Maurice Edu        |     | 31' |
| M              | 22 | Benny Feilhaber    |     | 46' |
| A              | 9  | Herculez Gomez     |     | 91' |
| Treinador:     |    |                    |     |     |
| Bob Bradley    |    |                    |     |     |

| G               | 22 | Richard Kingson      |       |      |
| LD              | 4  | John Paintsil        |       |      |
| Z               | 5  | John Mensah          |       |      |
| Z               | 8  | Jonathan Mensah      | 61'   |      |
| LE              | 2  | Hans Sarpei          |       | 73'  |
| V               | 6  | Anthony Annan        |       |      |
| V               | 7  | Samuel Inkoom        |       | 113' |
| V               | 23 | Kevin-Prince Boateng |       | 78'  |
| M               | 13 | André Ayew           | 90+2' |      |
| M               | 21 | Kwadwo Asamoah       |       |      |
| A               | 3  | Asamoah Gyan         |       |      |
| Substituições:  |    |                      |       |      |
| LE              | 19 | Lee Addy             |       | 73'  |
| V               | 10 | Stephen Appiah       |       | 78'  |
| V               | 11 | Sulley Muntari       |       | 113' |
| Treinador:      |    |                      |       |      |
| Milovan Rajevac |    |                      |       |      |

Homem da partida
- André Ayew

### Alemanha – Inglaterra
| 27 de junho | Alemanha                                   | 4 – 1     | Inglaterra | Free State Stadium, Bloemfontein             |
| 16:00       | Klose 20' · Podolski 32' · Müller 67', 70' | Relatório | Upson 37'  | Público: 40 510 Árbitro: URU Jorge Larrionda |

| Alemanha | Inglaterra |

| G              | 1  | Manuel Neuer           |     |     |
| LD             | 20 | Jérôme Boateng         |     |     |
| Z              | 3  | Arne Friedrich         | 47' |     |
| Z              | 17 | Per Mertesacker        |     |     |
| LE             | 16 | Philipp Lahm           |     |     |
| V              | 6  | Sami Khedira           |     |     |
| V              | 7  | Bastian Schweinsteiger |     |     |
| M              | 8  | Mesut Özil             |     | 83' |
| M              | 10 | Lukas Podolski         |     |     |
| M              | 13 | Thomas Müller          |     | 72' |
| A              | 11 | Miroslav Klose         |     | 72' |
| Substituições: |    |                        |     |     |
| M              | 15 | Piotr Trochowski       |     | 72' |
| A              | 9  | Stefan Kießling        |     | 83' |
| A              | 23 | Mario Gómez            |     | 72' |
| Treinador:     |    |                        |     |     |
| Joachim Löw    |    |                        |     |     |

| G              | 1  | David James           |     |     |
| LD             | 2  | Glen Johnson          | 81' | 87' |
| Z              | 6  | John Terry            |     |     |
| Z              | 15 | Matthew Upson         |     |     |
| LE             | 3  | Ashley Cole           |     |     |
| V              | 8  | Frank Lampard         |     |     |
| V              | 14 | Gareth Barry          |     |     |
| M              | 4  | Steven Gerrard        |     |     |
| M              | 16 | James Milner          |     | 64' |
| A              | 10 | Wayne Rooney          |     |     |
| A              | 19 | Jermain Defoe         |     | 71' |
| Substituições: |    |                       |     |     |
| M              | 11 | Joe Cole              |     | 64' |
| M              | 17 | Shaun Wright-Phillips |     | 87' |
| A              | 21 | Emile Heskey          |     | 71' |
| Treinador:     |    |                       |     |     |
| Fabio Capello  |    |                       |     |     |

Homem da partida
- Thomas Müller

### Argentina – México
| 27 de junho | Argentina                    | 3 – 1     | México        | Soccer City, Joanesburgo                     |
| 20:30       | Tévez 26', 52' · Higuaín 33' | Relatório | Hernández 71' | Público: 84 377 Árbitro: ITA Roberto Rosetti |

| Argentina | México |

| G              | 22 | Sergio Romero        |  |     |
| LD             | 15 | Nicolás Otamendi     |  |     |
| Z              | 2  | Martín Demichelis    |  |     |
| Z              | 4  | Nicolás Burdisso     |  |     |
| LE             | 6  | Gabriel Heinze       |  |     |
| V              | 14 | Javier Mascherano    |  |     |
| V              | 20 | Maxi Rodríguez       |  | 87' |
| M              | 7  | Ángel Di María       |  | 79' |
| M              | 10 | Lionel Messi         |  |     |
| A              | 9  | Gonzalo Higuaín      |  |     |
| A              | 11 | Carlos Tévez         |  | 69' |
| Substituições: |    |                      |  |     |
| Z              | 17 | Jonás Gutiérrez      |  | 79' |
| V              | 8  | Juan Sebastián Verón |  | 69' |
| V              | 23 | Javier Pastore       |  | 87' |
| Treinador:     |    |                      |  |     |
| Diego Maradona |    |                      |  |     |

| G              | 1  | Óscar Pérez         |     |     |
| LD             | 5  | Ricardo Osorio      |     |     |
| Z              | 2  | Francisco Rodríguez |     |     |
| Z              | 4  | Rafael Márquez      | 28' |     |
| LE             | 3  | Carlos Salcido      |     |     |
| V              | 6  | Gerardo Torrado     |     |     |
| V              | 16 | Efraín Juárez       |     |     |
| M              | 17 | Giovani dos Santos  |     |     |
| M              | 18 | Andrés Guardado     |     | 61' |
| M              | 21 | Adolfo Bautista     |     | 46' |
| A              | 14 | Javier Hernández    |     |     |
| Substituições: |    |                     |     |     |
| M              | 7  | Pablo Barrera       |     | 46' |
| A              | 9  | Guillermo Franco    |     | 61' |
| Treinador:     |    |                     |     |     |
| Javier Aguirre |    |                     |     |     |

Homem da partida
- Carlos Tévez

### Paises Baixos  – Eslováquia
| 28 de junho | Países Baixos             | 2 – 1     | Eslováquia          | Moses Mabhida Stadium, Durban                |
| 16:00       | Robben 18' · Sneijder 84' | Relatório | Vittek 90'+4' (pen) | Público: 61 962 Árbitro: ESP Alberto Undiano |

| Países Baixos | Eslováquia |

| G                | 1  | Maarten Stekelenburg | 90+3' |       |
| LD               | 2  | Gregory van der Wiel |       |       |
| Z                | 3  | John Heitinga        |       |       |
| Z                | 4  | Joris Mathijsen      |       |       |
| LE               | 5  | G. van Bronckhorst   |       |       |
| V                | 6  | Mark van Bommel      |       |       |
| V                | 8  | Nigel de Jong        |       |       |
| M                | 7  | Dirk Kuyt            |       |       |
| M                | 10 | Wesley Sneijder      |       | 90+2' |
| M                | 11 | Arjen Robben         | 31'   | 71'   |
| A                | 9  | Robin van Persie     |       | 80'   |
| Substituições:   |    |                      |       |       |
| M                | 20 | Ibrahim Afellay      |       | 90+2' |
| A                | 17 | Eljero Elia          |       | 71'   |
| A                | 21 | Klaas-Jan Huntelaar  |       | 80'   |
| Treinador:       |    |                      |       |       |
| Bert van Marwijk |    |                      |       |       |

| G              | 1  | Ján Mucha         |     |     |
| LD             | 2  | Peter Pekarík     |     |     |
| Z              | 3  | Martin Škrtel     | 84' |     |
| Z              | 16 | Ján Ďurica        |     |     |
| LE             | 5  | Radoslav Zabavník |     | 88' |
| V              | 19 | Juraj Kucka       | 40' |     |
| M              | 7  | Vladimír Weiss    |     |     |
| M              | 15 | Miroslav Stoch    |     |     |
| M              | 17 | Marek Hamšík      |     | 87' |
| A              | 18 | Erik Jendrišek    |     | 71' |
| A              | 11 | Róbert Vittek     |     |     |
| Substituições: |    |                   |     |     |
| V              | 20 | Kamil Kopúnek     | 72' | 71' |
| M              | 10 | Marek Sapara      |     | 87' |
| A              | 14 | Martin Jakubko    |     | 88' |
| Treinador:     |    |                   |     |     |
| Vladimír Weiss |    |                   |     |     |

Homem da partida
- Arjen Robben

### Brasil – Chile
| 28 de junho | Brasil                                    | 3 – 0     | Chile | Ellis Park Stadium, Joanesburgo          |
| 20:30       | Juan 35' · Luís Fabiano 38' · Robinho 59' | Relatório |       | Público: 54 096 Árbitro: ENG Howard Webb |

| Brasil | Chile |

| G              | 1  | Júlio César    |     |     |
| LD             | 2  | Maicon         |     |     |
| Z              | 3  | Lúcio          |     |     |
| Z              | 4  | Juan           |     |     |
| LE             | 6  | Michel Bastos  |     |     |
| V              | 8  | Gilberto Silva |     |     |
| V              | 18 | Ramires        | 72' |     |
| M              | 10 | Kaká           | 30' | 81' |
| M              | 13 | Daniel Alves   |     |     |
| A              | 9  | Luís Fabiano   |     | 76' |
| A              | 11 | Robinho        |     | 85' |
| Substituições: |    |                |     |     |
| V              | 20 | Kléberson      |     | 81' |
| M              | 16 | Gilberto       |     | 85' |
| A              | 21 | Nilmar         |     | 76' |
| Treinador:     |    |                |     |     |
| Dunga          |    |                |     |     |

| G              | 1  | Claudio Bravo   |     |     |
| LD             | 4  | Mauricio Isla   |     | 62' |
| Z              | 5  | Pablo Contreras |     | 46' |
| Z              | 18 | Gonzalo Jara    |     |     |
| LE             | 2  | Ismael Fuentes  | 68' |     |
| V              | 6  | Carlos Carmona  |     |     |
| V              | 8  | Arturo Vidal    | 47' |     |
| M              | 7  | Alexis Sánchez  |     |     |
| M              | 11 | Mark González   |     | 46' |
| M              | 15 | Jean Beausejour |     |     |
| A              | 9  | Humberto Suazo  |     |     |
| Substituições: |    |                 |     |     |
| V              | 21 | Rodrigo Tello   |     | 46' |
| M              | 10 | Jorge Valdivia  |     | 46' |
| M              | 20 | Rodrigo Millar  | 80' | 62' |
| Treinador:     |    |                 |     |     |
| Marcelo Bielsa |    |                 |     |     |

Homem da partida
- Robinho

### Paraguai – Japão
| 29 de junho | Paraguai | 0 – 0 (pro) | Japão | Loftus Versfeld Stadium, Pretória               |
| 16:00       |          | Relatório   |       | Público: 36 742 Árbitro: BEL Frank De Bleeckere |

|                                        |       | Penalidades              |  |
| Barreto Barrios Riveros Valdez Cardozo | 5 – 3 | Endō Hasebe Komano Honda |  |

| Paraguai | Japão |

| G               | 1  | Justo Villar     |      |     |
| LD              | 6  | Carlos Bonet     |      |     |
| Z               | 14 | Paulo da Silva   |      |     |
| Z               | 21 | Antolín Alcaraz  |      |     |
| LE              | 3  | Claudio Morel    |      |     |
| V               | 13 | Enrique Vera     |      |     |
| V               | 20 | Néstor Ortigoza  |      | 75' |
| M               | 9  | Roque Santa Cruz |      | 94' |
| M               | 10 | Édgar Benítez    |      | 60' |
| M               | 16 | Cristian Riveros | 118' |     |
| A               | 19 | Lucas Barrios    |      |     |
| Substituições:  |    |                  |      |     |
| M               | 8  | Édgar Barreto    |      | 75' |
| A               | 7  | Óscar Cardozo    |      | 94' |
| A               | 18 | Nelson Valdez    |      | 60' |
| Treinador:      |    |                  |      |     |
| Gerardo Martino |    |                  |      |     |

| G              | 21 | Eiji Kawashima      |       |      |
| LD             | 3  | Yūichi Komano       |       |      |
| Z              | 22 | Yuji Nakazawa       |       |      |
| Z              | 4  | Marcus Tulio Tanaka |       |      |
| LE             | 5  | Yuto Nagatomo       | 72'   |      |
| V              | 2  | Yuki Abe            |       | 81'  |
| V              | 7  | Yasuhito Endō       | 114'  |      |
| V              | 8  | Daisuke Matsui      | 58'   | 65'  |
| M              | 16 | Yoshito Ōkubo       |       | 106' |
| M              | 17 | Makoto Hasebe       |       |      |
| A              | 18 | Keisuke Honda       | 90+3' |      |
| Substituições: |    |                     |       |      |
| M              | 11 | Keiji Tamada        |       | 106' |
| M              | 14 | Kengo Nakamura      |       | 81'  |
| A              | 9  | Shinji Okazaki      |       | 65'  |
| Treinador:     |    |                     |       |      |
| Takeshi Okada  |    |                     |       |      |

Homem da partida
- Keisuke Honda

### Espanha – Portugal
| 29 de junho | Espanha   | 1 – 0     | Portugal | Green Point Stadium, Cidade do Cabo          |
| 20:30       | Villa 63' | Relatório |          | Público: 62 955 Árbitro: ARG Héctor Baldassi |

| Espanha | Portugal |

| G                  | 1  | Iker Casillas     |     |       |
| LD                 | 15 | Sergio Ramos      |     |       |
| Z                  | 3  | Gerard Piqué      |     |       |
| Z                  | 5  | Carles Puyol      |     |       |
| LE                 | 11 | Joan Capdevila    |     |       |
| V                  | 14 | Xabi Alonso       | 74' | 90+3' |
| V                  | 16 | Sergio Busquets   |     |       |
| M                  | 6  | Andrés Iniesta    |     |       |
| M                  | 8  | Xavi              |     |       |
| A                  | 7  | David Villa       |     | 88'   |
| A                  | 9  | Fernando Torres   |     | 58'   |
| Substituições:     |    |                   |     |       |
| V                  | 4  | Carlos Marchena   |     | 90+3' |
| A                  | 19 | Fernando Llorente |     | 58'   |
| A                  | 18 | Pedro             |     | 88'   |
| Treinador:         |    |                   |     |       |
| Vicente del Bosque |    |                   |     |       |

| G              | 1  | Eduardo           |     |     |
| LD             | 21 | Ricardo Costa     | 89' |     |
| Z              | 2  | Bruno Alves       |     |     |
| Z              | 6  | Ricardo Carvalho  |     |     |
| LE             | 23 | Fábio Coentrão    |     |     |
| V              | 15 | Pepe              |     | 72' |
| V              | 16 | Raul Meireles     |     |     |
| V              | 19 | Tiago             | 80' |     |
| M              | 7  | Cristiano Ronaldo |     |     |
| M              | 11 | Simão             |     | 72' |
| A              | 18 | Hugo Almeida      |     | 58' |
| Substituições: |    |                   |     |     |
| V              | 8  | Pedro Mendes      |     | 72' |
| M              | 10 | Danny             |     | 58' |
| A              | 9  | Liédson           |     | 72' |
| Treinador:     |    |                   |     |     |
| Carlos Queiroz |    |                   |     |     |

Homem da partida
- Xavi

## Quartas de final

### Países Baixos – Brasil
| 2 de Julho | Países Baixos     | 2 – 1     | Brasil      | Nelson Mandela Bay Stadium, Porto Elizabeth   |
| 16:00      | Sneijder 53', 68' | Relatório | Robinho 10' | Público: 40 186 Árbitro: JPN Yuichi Nishimura |

| Países Baixos | Brasil |

| G                | 1  | Maarten Stekelenburg     |     |     |
| LD               | 2  | Gregory van der Wiel     | 47' |     |
| Z                | 3  | John Heitinga            | 14' |     |
| Z                | 13 | André Ooijer             | 76' |     |
| LE               | 5  | Giovanni van Bronckhorst |     |     |
| V                | 6  | Mark van Bommel          |     |     |
| V                | 8  | Nigel de Jong            | 64' |     |
| M                | 7  | Dirk Kuyt                |     |     |
| M                | 10 | Wesley Sneijder          |     |     |
| M                | 11 | Arjen Robben             |     |     |
| A                | 9  | Robin van Persie         |     | 85' |
| Substituições:   |    |                          |     |     |
| A                | 21 | Klaas-Jan Huntelaar      |     | 85' |
| Treinador:       |    |                          |     |     |
| Bert van Marwijk |    |                          |     |     |

| G              | 1  | Júlio César    |     |     |
| LD             | 2  | Maicon         |     |     |
| Z              | 3  | Lúcio          |     |     |
| Z              | 4  | Juan           |     |     |
| LE             | 6  | Michel Bastos  | 37' | 62' |
| V              | 5  | Felipe Melo    | 73' |     |
| V              | 8  | Gilberto Silva |     |     |
| M              | 10 | Kaká           |     |     |
| M              | 13 | Daniel Alves   |     |     |
| A              | 9  | Luís Fabiano   |     | 77' |
| A              | 11 | Robinho        |     |     |
| Substituições: |    |                |     |     |
| LE             | 16 | Gilberto       |     | 62' |
| A              | 21 | Nilmar         |     | 77' |
| Treinador:     |    |                |     |     |
| Dunga          |    |                |     |     |

Homem da partida
- Wesley Sneijder

### Uruguai – Gana
| 2 de Julho | Uruguai    | 1 – 1 (pro) | Gana          | Soccer City, Joanesburgo                          |
| 20:30      | Forlán 55' | Relatório   | Muntari 45+2' | Público: 84 017 Árbitro: POR Olegário Benquerença |

|                                       |       | Penalidades                |  |
| Forlán Victorino Scotti Pereira Abreu | 4 – 2 | Gyan Appiah Mensah Adiyiah |  |

| Uruguai | Gana |

| G              | 1  | Fernando Muslera   |        |     |
| LD             | 16 | Maxi Pereira       |        |     |
| Z              | 2  | Diego Lugano       |        | 38' |
| Z              | 6  | Mauricio Victorino |        |     |
| LE             | 4  | Jorge Fucile       | 20'    |     |
| V              | 15 | Diego Pérez        | 59'    |     |
| V              | 17 | Egidio Arévalo     | 48'    |     |
| M              | 7  | Edinson Cavani     |        | 76' |
| M              | 20 | Álvaro Fernández   |        | 46' |
| A              | 9  | Luis Suárez        | 120+1' |     |
| A              | 10 | Diego Forlán       |        |     |
| Substituições: |    |                    |        |     |
| Z              | 19 | Andrés Scotti      |        | 38' |
| M              | 14 | Nicolás Lodeiro    |        | 46' |
| A              | 13 | Sebastián Abreu    |        | 76' |
| Treinador:     |    |                    |        |     |
| Óscar Tabárez  |    |                    |        |     |

| G               | 22 | Richard Kingson      |     |     |
| LD              | 4  | John Paintsil        | 54' |     |
| Z               | 15 | Isaac Vorsah         |     |     |
| Z               | 5  | John Mensah          | 93' |     |
| LE              | 2  | Hans Sarpei          | 77' |     |
| V               | 6  | Anthony Annan        |     |     |
| V               | 7  | Samuel Inkoom        |     | 74' |
| V               | 11 | Sulley Muntari       |     | 88' |
| V               | 21 | Kwadwo Asamoah       |     |     |
| V               | 23 | Kevin-Prince Boateng |     |     |
| A               | 3  | Asamoah Gyan         |     |     |
| Substituições:  |    |                      |     |     |
| V               | 10 | Stephen Appiah       |     | 74' |
| A               | 18 | Dominic Adiyiah      |     | 88' |
| Treinador:      |    |                      |     |     |
| Milovan Rajevac |    |                      |     |     |

Homem da partida
- Diego Forlán

### Argentina – Alemanha
| 3 de Julho | Argentina | 0 – 4     | Alemanha                                   | Green Point Stadium, Cidade do Cabo          |
| 16:00      |           | Relatório | Müller 3' · Klose 68', 89' · Friedrich 74' | Público: 64 100 Árbitro: UZB Ravshan Irmatov |

| Argentina | Alemanha |

| G              | 22 | Sergio Romero     |     |     |
| LD             | 15 | Nicolás Otamendi  | 11' | 70' |
| Z              | 2  | Martín Demichelis |     |     |
| Z              | 4  | Nicolás Burdisso  |     |     |
| LE             | 6  | Gabriel Heinze    |     |     |
| V              | 14 | Javier Mascherano | 80' |     |
| M              | 7  | Ángel Di María    |     | 75' |
| M              | 10 | Lionel Messi      |     |     |
| M              | 20 | Maxi Rodríguez    |     |     |
| A              | 9  | Gonzalo Higuaín   |     |     |
| A              | 11 | Carlos Tévez      |     |     |
| Substituições: |    |                   |     |     |
| M              | 23 | Javier Pastore    |     | 70' |
| A              | 16 | Sergio Agüero     |     | 75' |
| Treinador:     |    |                   |     |     |
| Diego Maradona |    |                   |     |     |

| G              | 1  | Manuel Neuer           |     |     |
| LD             | 16 | Philipp Lahm           |     |     |
| Z              | 17 | Per Mertesacker        |     |     |
| Z              | 3  | Arne Friedrich         |     |     |
| LE             | 20 | Jérôme Boateng         |     | 72' |
| V              | 6  | Sami Khedira           |     | 77' |
| V              | 7  | Bastian Schweinsteiger |     |     |
| M              | 8  | Mesut Özil             |     |     |
| M              | 10 | Lukas Podolski         |     |     |
| M              | 13 | Thomas Müller          | 35' | 84' |
| A              | 11 | Miroslav Klose         |     |     |
| Substituições: |    |                        |     |     |
| LE             | 2  | Marcell Jansen         |     | 72' |
| M              | 15 | Piotr Trochowski       |     | 84' |
| M              | 18 | Toni Kroos             |     | 77' |
| Treinador:     |    |                        |     |     |
| Joachim Löw    |    |                        |     |     |

Homem da partida
- Bastian Schweinsteiger

### Paraguai – Espanha
| 3 de Julho | Paraguai | 0 – 1     | Espanha   | Ellis Park Stadium, Joanesburgo            |
| 20:30      |          | Relatório | Villa 83' | Público: 55 359 Árbitro: GUA Carlos Batres |

| Paraguai | Espanha |

| G               | 1  | Justo Villar     |     |     |
| LD              | 2  | Darío Verón      |     |     |
| Z               | 14 | Paulo da Silva   |     |     |
| Z               | 21 | Antolín Alcaraz  | 59' |     |
| LE              | 3  | Claudio Morel    | 71' |     |
| V               | 11 | Jonathan Santana | 88' |     |
| V               | 15 | Víctor Cáceres   | 59' | 84' |
| M               | 8  | Édgar Barreto    |     | 64' |
| M               | 16 | Cristian Riveros |     |     |
| A               | 7  | Óscar Cardozo    |     |     |
| A               | 18 | Nelson Valdez    |     | 72' |
| Substituições:  |    |                  |     |     |
| V               | 13 | Enrique Vera     |     | 64' |
| A               | 9  | Roque Santa Cruz |     | 72' |
| A               | 19 | Lucas Barrios    |     | 84' |
| Treinador:      |    |                  |     |     |
| Gerardo Martino |    |                  |     |     |

| G                  | 1  | Iker Casillas   |     |     |
| LD                 | 15 | Sergio Ramos    |     |     |
| Z                  | 3  | Gerard Piqué    | 57' |     |
| Z                  | 5  | Carles Puyol    |     | 84' |
| LE                 | 11 | Joan Capdevila  |     |     |
| V                  | 14 | Xabi Alonso     |     | 75' |
| V                  | 16 | Sergio Busquets | 63' |     |
| M                  | 6  | Andrés Iniesta  |     |     |
| M                  | 8  | Xavi            |     |     |
| A                  | 7  | David Villa     |     |     |
| A                  | 9  | Fernando Torres |     | 56' |
| Substituições:     |    |                 |     |     |
| Z                  | 4  | Carlos Marchena |     | 84' |
| M                  | 10 | Cesc Fàbregas   |     | 56' |
| A                  | 18 | Pedro           |     | 75' |
| Treinador:         |    |                 |     |     |
| Vicente del Bosque |    |                 |     |     |

Homem da partida
- Andrés Iniesta

## Semifinal

### Uruguai – Países Baixos
| 6 de Julho | Uruguai                       | 2 – 3     | Países Baixos                                   | Green Point Stadium, Cidade do Cabo          |
| 20:30      | Forlán 41' · M. Pereira 90+2' | Relatório | Van Bronckhorst 18' · Sneijder 70' · Robben 73' | Público: 62 479 Árbitro: UZB Ravshan Irmatov |

| Uruguai | Países Baixos |

| G              | 1  | Fernando Muslera    |     |     |
| LD             | 16 | Maxi Pereira        | 21' |     |
| Z              | 3  | Diego Godín         |     |     |
| Z              | 6  | Mauricio Victorino  |     |     |
| LE             | 22 | Martín Cáceres      | 29' |     |
| V              | 15 | Diego Pérez         |     |     |
| V              | 17 | Egidio Arévalo      |     |     |
| M              | 5  | Walter Gargano      |     |     |
| M              | 11 | Álvaro Pereira      |     | 78' |
| M              | 7  | Edinson Cavani      |     |     |
| A              | 10 | Diego Forlán        |     | 84' |
| Substituições: |    |                     |     |     |
| A              | 13 | Sebastián Abreu     |     | 78' |
| A              | 21 | Sebastián Fernández |     | 84' |
| Treinador:     |    |                     |     |     |
| Oscar Tabárez  |    |                     |     |     |

| G                | 1  | Maarten Stekelenburg |       |     |
| LD               | 12 | Khalid Boulahrouz    | 78'   |     |
| Z                | 3  | John Heitinga        |       |     |
| Z                | 4  | Joris Mathijsen      |       |     |
| LE               | 5  | G. van Bronckhorst   |       |     |
| V                | 6  | Mark van Bommel      | 90+5' |     |
| V                | 14 | Demy de Zeeuw        |       | 46' |
| M                | 7  | Dirk Kuyt            |       |     |
| M                | 10 | Wesley Sneijder      | 29'   |     |
| M                | 11 | Arjen Robben         |       | 89' |
| A                | 9  | Robin van Persie     |       |     |
| Substituições:   |    |                      |       |     |
| M                | 23 | Rafael van der Vaart |       | 46' |
| A                | 17 | Eljero Elia          |       | 89' |
| Treinador:       |    |                      |       |     |
| Bert van Marwijk |    |                      |       |     |

Homem da partida
- Wesley Sneijder

### Alemanha – Espanha
| 7 de Julho | Alemanha | 0 – 1     | Espanha   | Moses Mabhida Stadium, Durban              |
| 20:30      |          | Relatório | Puyol 73' | Público: 60 960 Árbitro: HUN Viktor Kassai |

| Alemanha | Espanha |

| G              | 1  | Manuel Neuer           |  |     |
| LD             | 16 | Philipp Lahm           |  |     |
| Z              | 3  | Arne Friedrich         |  |     |
| Z              | 17 | Per Mertesacker        |  |     |
| LE             | 20 | Jérôme Boateng         |  | 52' |
| V              | 6  | Sami Khedira           |  | 81' |
| V              | 7  | Bastian Schweinsteiger |  |     |
| M              | 8  | Mesut Özil             |  |     |
| M              | 10 | Lukas Podolski         |  |     |
| M              | 15 | Piotr Trochowski       |  | 62' |
| A              | 11 | Miroslav Klose         |  |     |
| Substituições: |    |                        |  |     |
| LE             | 2  | Marcell Jansen         |  | 52' |
| M              | 18 | Toni Kroos             |  | 62' |
| A              | 23 | Mario Gomez            |  | 81' |
| Treinador:     |    |                        |  |     |
| Joachim Löw    |    |                        |  |     |

| G                  | 1  | Iker Casillas   |  |       |
| LD                 | 15 | Sergio Ramos    |  |       |
| Z                  | 3  | Gerard Piqué    |  |       |
| Z                  | 5  | Carles Puyol    |  |       |
| LE                 | 11 | Joan Capdevila  |  |       |
| V                  | 14 | Xabi Alonso     |  | 90+3' |
| V                  | 16 | Sergio Busquets |  |       |
| M                  | 6  | Andrés Iniesta  |  |       |
| M                  | 8  | Xavi            |  |       |
| M                  | 18 | Pedro           |  | 86'   |
| A                  | 7  | David Villa     |  | 81'   |
| Substituições:     |    |                 |  |       |
| V                  | 4  | Carlos Marchena |  | 90+3' |
| M                  | 21 | David Silva     |  | 86'   |
| A                  | 9  | Fernando Torres |  | 81'   |
| Treinador:         |    |                 |  |       |
| Vicente del Bosque |    |                 |  |       |

Homem da partida
- Xavi

## Decisão do terceiro lugar
| 10 de julho | Uruguai                 | 2 – 3     | Alemanha                              | Nelson Mandela Bay Stadium, Porto Elizabeth   |
| 20:30       | Cavani 28' · Forlán 51' | Relatório | Müller 19' · Jansen 56' · Khedira 82' | Público: 36 254 Árbitro: MEX Benito Archundia |

| Uruguai | Alemanha |

|                |    |                  |     |     |
|                |    |                  |     |     |
| G              | 1  | Fernando Muslera |     |     |
| LD             | 4  | Jorge Fucile     |     |     |
| Z              | 2  | Diego Lugano     |     |     |
| Z              | 3  | Diego Godín      |     |     |
| LE             | 22 | Martín Cáceres   |     |     |
| V              | 15 | Diego Pérez      | 61' | 77' |
| V              | 17 | Egidio Arévalo   |     |     |
| M              | 16 | Maxi Pereira     |     |     |
| M              | 7  | Edinson Cavani   |     | 88' |
| A              | 9  | Luis Suárez      |     |     |
| A              | 10 | Diego Forlán     |     |     |
| Substituições: |    |                  |     |     |
| M              | 5  | Walter Gargano   |     | 77' |
| A              | 13 | Sebastián Abreu  |     | 88' |
| Treinador:     |    |                  |     |     |
| Oscar Tabárez  |    |                  |     |     |

|                |    |                        |       |       |
|                |    |                        |       |       |
| G              | 22 | Hans-Jörg Butt         |       |       |
| LD             | 20 | Jérôme Boateng         |       |       |
| Z              | 3  | Arne Friedrich         | 90+2' |       |
| Z              | 17 | Per Mertesacker        |       |       |
| LE             | 4  | Dennis Aogo            | 5'    |       |
| V              | 6  | Sami Khedira           |       |       |
| V              | 7  | Bastian Schweinsteiger |       |       |
| M              | 13 | Thomas Müller          |       |       |
| M              | 2  | Marcell Jansen         |       | 81'   |
| A              | 8  | Mesut Özil             |       | 90+1' |
| A              | 19 | Cacau                  | 7'    | 73'   |
| Substituições: |    |                        |       |       |
| A              | 9  | Stefan Kießling        |       | 73'   |
| M              | 18 | Toni Kroos             |       | 81'   |
| V              | 5  | Serdar Taşçı           |       | 90+1' |
| Treinador:     |    |                        |       |       |
| Joachim Löw    |    |                        |       |       |

Homem da partida
- Thomas Müller

## Final
| 11 de julho | Países Baixos | 0 – 1 (pro) | Espanha      | Soccer City, Joanesburgo                 |
| 20:30       |               | Relatório   | Iniesta 116' | Público: 84 490 Árbitro: ENG Howard Webb |

| Países Baixos | Espanha |